# 의령 상정리 조씨 고가
의령 상정리 조씨 고가(宜寧 上井里 曺氏古家)는 대한민국 경상남도 의령군 화정면 상정리에 위치한 민속문화재이다. 1993년 12월 27일 경상남도의 민속문화재 제15호로 지정되었다.

## 개요
이 옛집은 창녕(昌寧) 조씨(曺氏)의 종가(宗家)이지만 누가 언제 지었는지는 확실치 않다. 건물의 배치는 전체적으로 조선시대의 부유한 농가의 전형적인 형태를 띠고 있는데 안채를 중심으로 구성된 'ㅁ'자 형태이다. 안채는 앞면 5칸, 옆면 2칸의 화려한 팔작지붕을 연출함으로써 집주인의 부유했던 경제력을 드러내고 있는 듯 하다. 건물의 구조는 왼쪽부터 부엌, 큰방, 대청, 건넛방, 누마루가 배치되어 있으며 부엌 앞쪽에 방을 마련하여 겹집의 형식을 취하고 있다. 그밖에도 사랑채, 행랑채, 곳간 및 디딜방앗간, 가묘(家廟), 별채, 마굿간, 대문간 등을 갖추고 있다. 이 집의 가장 큰 특징은 한 시기에 지어진 것이 아니라 17세기부터 20세기 사이에 여러 차례에 걸쳐 지어졌다는 점이다. 따라서 이 집의 건물들은 구조와 세부 양식이 시대에 따라 변화하는 경향을 잘 보여주고 있어, 시기별로 건축의 양식이나 특징을 연구하고 비교하는데 좋은 자료가 되고 있다.

## 참고 자료
- 의령 상정리 조씨고가 - 국가유산청 국가유산포털